# Vadim Cobîlaș
Vadim Cobîlaș (n. 30 iulie 1983) este un rugbist din Republica Moldova, care evoluează pe poziția pilier dreapta la clubul Sale Sharks. De asemenea, el este jucător de bază la echipa națională de rugby a Republicii Moldova, al cărei căpitan este.
Înainte de a semna un contract cu Sale Sharks pe 2 martie 2011, Cobîlaș a jucat la echipa rusă VVA-Podmoskovie Monino. El este primul rugbist moldovean care a semnat un contract ca jucător profesionist cu un club din Anglia.
Vadim Cobîlaș este jucător de bază și la Sale Sharks, fiind considerat de specialiștii în domeniu drept unul dintre cei mai buni jucători de linia întăi din Marea Britanie, dar și din Europa. În total, el a jucat peste 100 de meciuri pentru Sale Sharks în prima ligă de rugby din Anglia.
Cobîlaș și-a început cariera în rugby la echipa Bluemarine Chișinău, iar ulterior, timp de 2 ani a jucat la echipa Dinamo București și 5 ani la echipa rusă VVA-Podmoskovie Monino. A devenit campion al Moldovei cu Bluemarine, campion al României cu Dinamo București și cvintuplu campion al Rusiei cu VVA Monino.
Cobîlaș a jucat peste 50 de meciuri pentru naționala Moldovei și a fost declarat de mai multe ori cel mai bun rugbist moldovean al anului.
Fratele său, Maxim, la fel este rugbist de performanță și membru al selecționatei Moldovei; iar în ianuarie 2015 a semnat și el un contract cu echipa Sale Sharks, devenind coechipier cu Vadim. Ei sunt unicii jucători moldoveni care evoluează în campionatul englez de rugby.